# دیترویت (فیلم)
دیترویت (به انگلیسی: Detroit) فیلمی در ژانر درام جنایی محصول سال ۲۰۱۷ و به کارگردانی کاترین بیگلو و نویسندگی مارک بول است. در این فیلم بازیگرانی همچون جان بویگا، ویل پولتر، آلجی اسمیت، جیکوب لاتیمور، جیسون میچل، هانا موری، کیتلین دیور، جک رینور، جان کرازینسکی، آنتونی مکی و مالکوم دیوید کلی ایفای نقش کرده‌اند. فیلم داستان یکی از ناآرامی‌های مدنی مخوف شهر دیترویت را روایت می‌کند که شهر دیترویت را در تابستان ۱۹۶۷ تکان داد.

## داستان
فیلم داستان شورش های سال ۱۹۶۷ شهر دیترویت و موضوع جنجال برانگیز شکنجه و قتل گروهی از نوجوان سیاه‌پوست توسط پلیس‌های سفیدپوست را روایت می‌کند.

## بازیگران
- جان بویگا در نقش ملوین
- ویل پولتر در نقش فلیپ کراوس - با الهام از دیوید اسناک
- آلجی اسمیت در نقش لری رید
- جیکوب لاتیمور در نقش فرد تمپل
- جیسون میچل در نقش کارل کوپر
- هانا موری در نقش جولی آن هیسل
- کیتلین دیور در نقش کارن مالوی
- جک رینور در نقش دیمن - با الهام از رونالد آگوست
- بن اوتول در نقش فلین - با الهام از رابرت پایل
- ناتان دیویس جونیور در نقش اوبری پولارد جونیور
- پیتون الکس اسمیت در نقش لی فورسایت
- مالکوم دیوید کلی در نقش مایکل کلارک
- جوزف دیوید جونز در نقش موریس
- جان کرازینسکی در نقش اوئرباخ - با الهام از نورمن لیپیت
- آنتونی مکی در نقش کارل گیرن
- لاز آلونسو در نقش جان کانیرز
- افرایم ساکس در نقش جیمی
- لیون توماس سوم در نقش داریل
- بنگا آکینابه در نقش اوبری پولارد
- کریس یانگ در نقش افسر فرانک
- جرمی استرانگ در نقش وکیل
- آستین هربرت در نقش افسر حکم جک رابرتز
- میگل در نقش مالکوم
- کریس سیدبری در نقش روبرتا پولارد
- لیزا میچل در نقش ما پولارد
- بن وسال در نقش نیت کانیرز
- آتو بلانکسون وود در نقش ادی تمپل
- تایلر جیمز ویلیامز در نقش لئون
- کرن پیتمن در نقش خانم دیسمکس
- ادی تروی در نقش افسر پلیس پاول
- دیوید آدام فلانری در نقش افسر پلیس دیوید
- دارن گلدشتاین در نقش کاراگاه تانچوک
- کریس کوی در نقش کاراگاه توماس
- گلن فیتزجرالد در نقش کارآگاه اندرسون
- سمیرا وایلی در نقش ونسا
- فرانک وود در نقش قاضی
- جنیفر ایلی در نقش دکتر سردخانه

## تولید
در ۲۸ ژانویه ۲۰۱۶ اعلام شد که کاترین بیگلو و مارک بول برای ساخت فیلمی درباره شورش‌های سال ۱۹۶۷ شهر دیترویت با یکدیگر همکاری خواهند داشت. قرار شد که فیلم در تابستان سال ۲۰۱۶ فیلم‌برداری شود تا در سال ۲۰۱۷ به مناسبت پنجاهمین سالگرد شورش‌ها اکران شود.
در ۲۱ ژوئن ۲۰۱۶، جان بویگا و در ۳ اوت، جک رینور، ویل پولتر و بن اوتول به عنوان بازیگران اصلی به پروژه اضافه شدند. انتخاب سایر بازیگران تا اکتبر ۲۰۱۶ ادامه داشت.
در ژوئیه ۲۰۱۶، فیلم‌برداری در بوستون آغاز و در دورچستر، بوستون، ماساچوست و براکتون، ماساچوست ادامه یافت.

## بازخورد
دیترویت در زمینه کارگردانی، فیلمنامه و بازی بازیگران مورد ستایش منتقدان قرار گرفت. فیلم از ۳۰۰ نقد توانست نمره ۸۲ از ۱۰۰ را منتقدان سایت راتن تومیتوز دریافت کند که به معنای نظر مثبت منتقدان است.
ریچارد روپر از شیکاگو سان-تایمز به آن چهار ستاره از چهار ستاره داد و آنرا یکی از بهترین فیلم‌های سال ۲۰۱۷ خواند. رولینگ استون نیز با تمجید از فیلم آنرا را با دانکرک ساخته کریستوفر نولان مقایسه کرد.
علی‌رغم نظر مثبت منتقدان دیترویت عملکرد ضعیفی در گیشه داشت و بمب گیشه محسوب می‌شود.

## دقت تاریخی
به گفته ملوین دیسموکس، ۹۹.۵٪ آنچه در دیترویت نمایش داده شد، دقیق است و صحت تاریخی دارد.